# Rarmani Edmonds-Green
Rarmani River Miguel Joseph Edmonds-Green (Peckham, 14 gennaio 1999) è un calciatore inglese, difensore del Leyton Orient.

## Carriera
Edmonds-Green ha iniziato a giocare nel settore giovanile dell'Huddersfield Town nel 2016. Nel gennaio del 2019 è stato prestato al Brighouse Town, dove ha giocato 13 incontri in Northern Premier League.
Il 13 agosto 2019 ha fatto il suo esordio in prima squadra nell'incontro di EFL Cup perso 1-0 contro il Lincoln City. Nell'ottobre seguente è stato prestato al Bromley in National League dove ha giocato 7 incontri prima di essere richiamato. Ha debuttato in Championship il 10 dicembre 2019 nell'incontro vinto 1-0 contro il Charlton.
Nel gennaio del 2020 è stato prestato allo Swindon Town fino al termine della stagione. L'8 febbraio ha segnato il suo primo gol in carriera, nell'incontro di Football League Two pareggiato 1-1 contro il Carlisle Utd.
Rientrato all'Huddersfield Town, ha disputato interamente la stagione 2020-2021 in cui ha giocato 24 partite e segnato due gol. Il 4 agosto 2021 è stato prestato al Rotherham Utd in Football League One, dove ha giocato 38 incontri e segnato 3 reti.
Nell'agosto del 2022 ha iniziato la stagione con l'Huddersfield Town ma il 1º settembre è stato prestato al Wigan fino al termine della stagione. L'11 gennaio 2023 il prestito è stato interrotto per via dello scarso impiego.

## Statistiche

### Presenze e reti nei club
Statistiche aggiornate al 3 dicembre 2023.
| Stagione            | Squadra           | Campionato      | Campionato | Campionato | Coppe nazionali | Coppe nazionali | Coppe nazionali | Coppe continentali | Coppe continentali | Coppe continentali | Altre coppe | Altre coppe | Altre coppe | Totale | Totale | Totale |
| Stagione            | Squadra           | Comp            | Pres       | Reti       | Comp            | Pres            | Reti            | Comp               | Pres               | Reti               | Comp        | Pres        | Reti        | Pres   | Reti   |        |
| ------------------- | ----------------- | --------------- | ---------- | ---------- | --------------- | --------------- | --------------- | ------------------ | ------------------ | ------------------ | ----------- | ----------- | ----------- | ------ | ------ | ------ |
| gen.-giu. 2019      | Brighouse Town    | NPL             | 13         | 0          |                 | -               | -               |                    | -                  | -                  |             | -           | -           | 13     | 0      |        |
| ago.-ott. 2019      | Huddersfield Town | FLC             | 0          | 0          | FACup+CdL       | 0+1             | 0               |                    | -                  | -                  |             | -           | -           | 1      | 0      |        |
| ott.-nov. 2019      | Bromley           | NL              | 7          | 0          | FACup           | 2               | 0               |                    | -                  | -                  | FAT         | 0           | 0           | 9      | 0      |        |
| nov. 2019-gen. 2020 | Huddersfield Town | FLC             | 2          | 0          | FACup+CdL       | 0               | 0               |                    | -                  | -                  |             | -           | -           | 2      | 0      |        |
| gen.-giu. 2020      | Swindon Town      | FL2             | 9          | 1          | FACup+CdL       | 0               | 0               |                    | -                  | -                  | FLT         | 0           | 0           | 9      | 1      |        |
| 2020-2021           | Huddersfield Town | FLC             | 24         | 2          | FACup+CdL       | 0               | 0               |                    | -                  | -                  |             | -           | -           | 24     | 2      |        |
| 2021-2022           | Rotherham Utd     | FL1             | 28         | 3          | FACup+CdL       | 3+1             | 0               |                    | -                  | -                  | FLT         | 6           | 0           | 38     | 3      |        |
| ago. 2022           | Huddersfield Town | FLC             | 3          | 0          | FACup+CdL       | 0+1             | 0               |                    | -                  | -                  |             | -           | -           | 4      | 0      |        |
| 2022-gen. 2023      | Wigan             | FLC             | 4          | 0          | FACup+CdL       | 1+0             | 0               |                    | -                  | -                  |             | -           | -           | 5      | 0      |        |
| gen.-giu. 2023      | Huddersfield Town | FLC             | 8          | 0          | FACup+CdL       | 0               | 0               |                    | -                  | -                  |             | -           | -           | 8      | 0      |        |
| 2023-2024           | Huddersfield Town | FLC             | 9          | 0          | FACup+CdL       | 0+1             | 0               |                    | -                  | -                  |             | -           | -           | 10     | 0      |        |
| Totale carriera     | Totale carriera   | Totale carriera | 107        | 6          |                 | 10              | 0               |                    | -                  | -                  |             | 6           | 0           | 123    | 6      |        |

## Palmarès
- Campionato inglese di quarta divisione: 1

Swindon Town: 2019-2020
- English Football League Trophy: 1

Rotherham United: 2021-2022